# ГЕС Ембретсфосс III-IV
ГЕС Ембретсфосс III—IV — гідроелектростанція у південній частині Норвегії, за чотири десятки кілометрів на захід від Осло. Знаходячись між ГЕС Гравфосс I—II (вище по течії) та малою ГЕС Конгсфосс (2,9 МВт), входить до складу каскаду на річці Драмменсельва, яка впадає до Drammensfjorden — затоки Осло-фіорду. При цьому між станцією Гравфосс та греблею Ембретсфосс до Драмменсельви праворуч впадає велика притока Hallingdalsvassdraget, нижньою станцією каскаду на якій є ГЕС Kaggefoss.
Використання енергії падіння води на порогах Ембретсфосс почалось ще у 1872 році в межах проєкту целюлозної фабрики (закрита у 1970-х). Втім, спершу йшлось лише про виконання механічної роботи, допоки у 1915-му на східній стороні порогів не запустили ГЕС Ембретсфосс І. За шість років на західній стороні почала роботу Ембретсфосс II, обладнана трьома турбінами типу Френсіс загальною потужністю 9 МВт. А у 1954-му поряд з нею стала до ладу Ембретсфосс III з однією турбіною типу Каплан потужністю 18,5 МВт, що дозволило вивести з експлуатації Ембретсфосс І. Разом друга та третя станції забезпечували виробництво 218 млн кВт·год електроенергії на рік.
У 2010 році розпочали проєкт спорудження ще однієї черги — Ембретсфосс IV. Її розмістили на схід від порогів, там же, де колись з'явилась перша гідроелектростанція. Запущений у 2013-му новий об'єкт має одну турбіну типу Каплан потужністю 52,5 МВт, яка при напорі у 16,3 метра забезпечуватиме виробництво 270 млн кВт·год електроенергії на рік. Всього ж після виводу з експлуатації Ембретсфосс II комплекс у складі третьої та четвертої черг має виробляти 335 млн кВт·год на рік.
Разом з Ембретсфосс IV біля порогів спорудили нову греблю. Як і раніше, вона не створює значного сховища, а призначена передусім для відведення води до турбін. Під час будівництва четвертої черги витратили 40 тис. м3 бетону та 1,2 тис. тонн арматури.